# Università tecnologica della Pomerania Occidentale
L'Università tecnologica della Pomerania Occidentale (in polacco: Zachodniopomorski Uniwersytet Technologiczny w Szczecinie, abbreviata in ZUT) è un'università di tipo tecnico con sede a Stettino, in Polonia. L'università ha 10 facoltà con 47 campi di studio. L'università impiega circa 2300 dipendenti e vi studiano circa 13 mila studenti totali. L'obiettivo principale dell'università è la formazione e la ricerca scientifica nel campo delle scienze tecniche, economiche, biologiche, agricole, chimiche e matematiche.
Dal 1° luglio 2024 l'università entra ufficialmente a far parte dell'Alleanza Universitaria Europea delle isole, dei porti e dei territori costieri (EUNICoast).

## Storia
L'università venne fondata il 1º gennaio 2009 dall'unione di due precedenti istituzioni accademiche: il politecnico di Stettino (in polacco: Politechnika Szczecińska) e l'università di agraria di Stettino (in polacco: Akademia Rolnicza w Szczecinie).

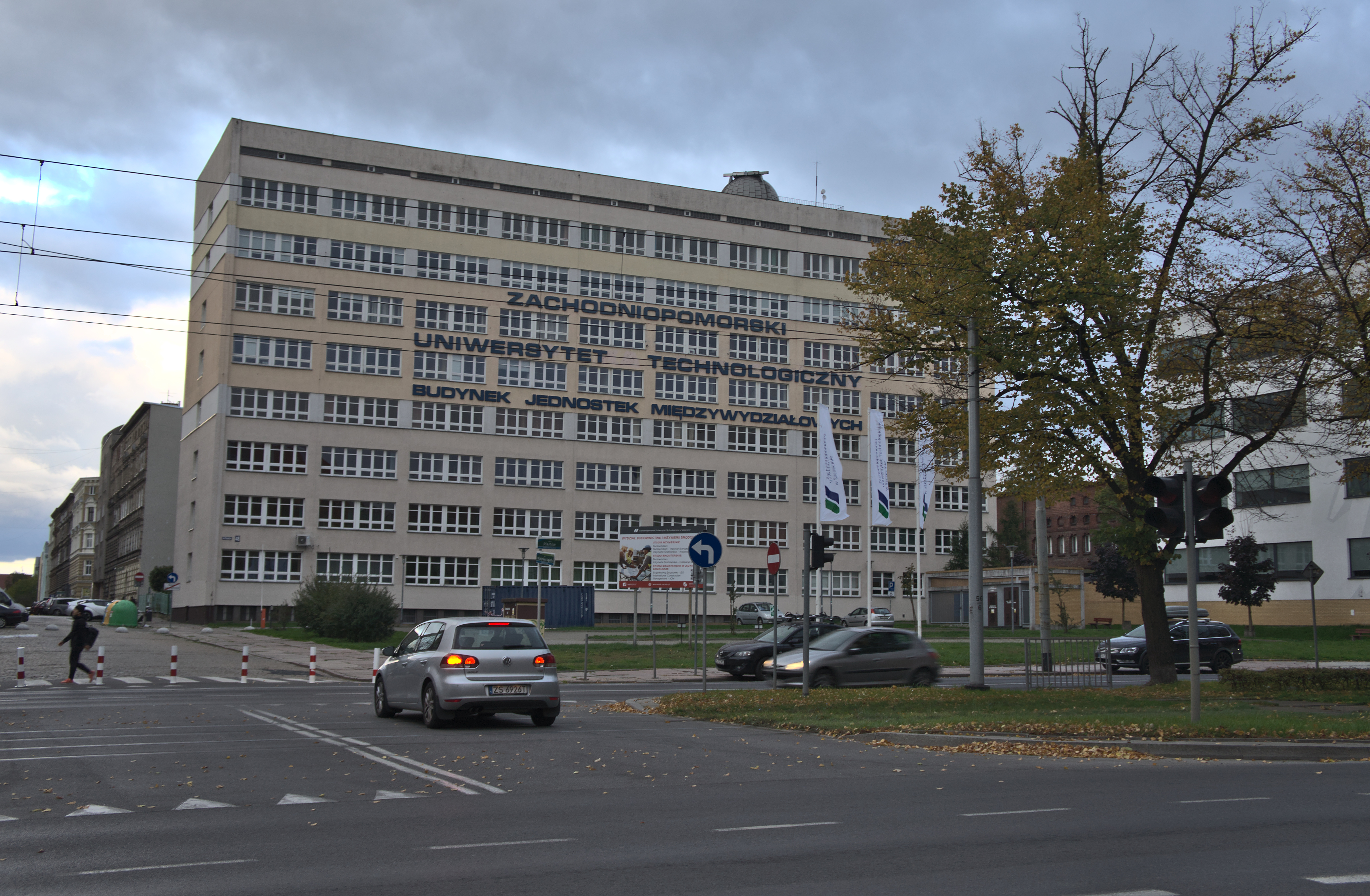
L'edificio delle unità interdipartimentali dell'università

## Struttura
L'università è organizzata nelle seguenti facoltà:
- Biotecnologia e zootecnia
- Economia
- Gastronomia e ittica
- Gestione dell'ambiente e agraria
- Ingegneria chimica
- Ingegneria civile e architettura
- Ingegneria elettronica
- Ingegneria meccanica
- Scienze dell'informazione ed information technology
- Tecnologia navale